# Звукохимия
Звукохимия (сонохимия) — раздел химии, который изучает взаимодействие мощных акустических волн и возникающие при этом химические и физико-химические эффекты. Звукохимия исследует кинетику и механизм звукохимических реакций, происходящих в объёме звукового поля. К области звукохимии также относятся некоторые физико-химические процессы в звуковом поле: сонолюминесценция, диспергирование вещества при действии звука, эмульгирование и другие коллоидно-химические процессы.
Основное внимание сонохимия уделяет исследованию химических реакций, возникающих под действием акустических колебаний — звукохимическим реакциям.
Как правило, звукохимические процессы исследуют в ультразвуковом диапазоне (от 20 кГц до нескольких МГц). Звуковые колебания в килогерцовом диапазоне и инфразвуковой диапазон изучаются значительно реже.
Звукохимия исследует процессы кавитации.

## История звукохимии
Впервые влияние звуковых волн на протекание химических процессов было открыто в 1927 г. Ричардом и Лумисом, обнаружившими, что под действием ультразвука происходит разложение иодида калия в водном растворе с выделением иода. В дальнейшем были открыты следующие звукохимические реакции:
- диспропорционирование азота в воде на аммиак и азотистую кислоту
- разложение макромолекул крахмала и желатина на меньшие молекулы
- цепная стереоизомеризация малеиновой кислоты в фумаровую
- образование радикалов при взаимодействии воды и четырёххлористого углерода
- димеризация и олигомеризация кремнеорганических и оловоорганических соединений

## Классификация звукохимических реакций
В зависимости от механизма первичных и вторичных элементарных процессов, звукохимические реакции можно условно разделить на следующие классы:
1. Окислительно-восстановительные реакции в воде, протекающие в жидкой фазе между растворенными веществами и продуктами ультразвукового расщепления молекул воды, возникающими в кавитационном пузырьке и переходящими в раствор (механизм действия ультразвука является косвенным, и во многом он аналогичен радиолизу водных систем).
2. Реакции внутри пузырька между растворенными газами и веществами с высокой упругостью пара (например, синтез оксидов азота при воздействии ультразвука на воду, в которой растворен воздух). Механизм этих реакций во многом аналогичен радиолизу в газовой фазе.
3. Цепные реакции в растворе, инициирующиеся не радикальными продуктами расщепления воды, а другим веществом, расщепляющимся в кавитационном пузырьке (например, реакция изомеризации малеиновой кислоты в фумаровую, инициируемая бромом или алкилбромидами).
4. Реакции с участием макромолекул (например, деструкция полимерных молекул и инициированная ею полимеризация).
5. Инициирование ультразвуком взрыва в жидких или твердых взрывчатых веществах (например, в нитриде иода, тетранитрометане, тринитротолуоле).
6. Звукохимические реакции в неводных системах. Некоторые из этих реакций: пиролиз и окисление насыщенных углеводородов, окисление алифатических альдегидов и спиртов, Расщепление и димеризация алкилгалогенидов, реакции галоидопроизводных с металлами (реакция Вюрца), алкилирование ароматических соединений, получение тиоамидов и тиокарбаматов, синтез металлоорганических соединений, реакция Ульмана, реакции циклоприсоединения, реакции обмена галоида, получение и реакции перфторалкильных соединений, карбеновые синтезы, синтез нитрилов и др.

## Методы звукохимии
Для изучения звукохимических реакций применяют следующие методы:
- Обратный пьезоэлектрический эффект и эффект магнитострикции для генерирования высокочастотных звуковых колебаний в жидкости
- Аналитическая химия для исследования продуктов звукохимических реакций